# Casalta
Casalta (in corso A Casalta d'Ampugnani) è un comune francese di 54 abitanti situato nel dipartimento dell'Alta Corsica nella regione della Corsica.

## Società

### Evoluzione demografica
Abitanti censiti